# Astragalus dutreuilii
Astragalus dutreuilii es una especie de planta del género Astragalus, de la familia de las leguminosas, orden Fabales.

## Distribución
Astragalus dutreuilii se distribuye por China (Xinjiang).

## Taxonomía
Fue descrita científicamente por (Franch.) V. I. Grubov & N. Ulziyhk. Fue publicado en Novosti Sistematiki Vysshikh Rastenii 27: 93 (1990).